# Ursula Werner
Ursula Werner, född 28 september 1943 i Eberswalde, Brandenburg, är en tysk skådespelerska.

## Utmärkelser
Werner har bland annat vunnit Tyska filmpriset för bästa kvinnliga huvudrollsinnehavare 2009 för Sjunde himlen.

## Roller i urval
- 1975, 1989 – Polizeiruf 110 (TV-serie) (3 avsnitt)
- 1982 – Insel der Schwäne
- 1987 – Einzug ins Paradies (TV-serie) (5 avsnitt)
- 1998, 2022 – Tatort (TV-serie) (3 avsnitt)
- 2001–2005 – Schloss Einstein (TV-serie) (13 avsnitt)
- 2008 – Sjunde himlen
- 2011 – Halt auf freier Strecke
- 2012 – Zwei Leben